# Komaji
Komaji falu Horvátországban, Dubrovnik-Neretva megyében. Közigazgatásilag Konavle községhez tartozik.

## Fekvése
A Dubrovnik városától légvonalban 21, közúton 25 km-re délkeletre, községközpontjától légvonalban 8, közúton 10 km-re délkeletre, a Konavlei mező déli szegélyén, az Adria-parti főút mentén, a dubrovniki repülőtér délkeleti szomszédságában fekszik. 

## Története
Komaji területe már az ókorban lakott hely volt. Első ismert lakói az illírek voltak, akik magaslatokon épített erődített településeken éltek és kőből rakott halomsírokba temetkeztek. Ókori erődített település maradványai találhatók Komaji határában is a Resova Glavica nevű magaslaton. Ugyancsak több halomsír található a település határában többek között a Bogdan, Dubrava és Kraj nevű helyeken. A rómaiak az i. e. 2. században győzték le az illíreket és Epidaurum központtal e területet is a birodalomhoz csatolták. A római hatalmat a népvándorlás vihara rengette meg. A Nyugatrómai Birodalom bukása után a keleti gótok özönlötték el a térséget, őket 537-től 1205-ig kisebb megszakításokkal a bizánciak követték. A 7. században avarok és a kíséretükben érkezett szlávok, a mai horvátok ősei árasztották el a területet. A várakat lerombolták és az ellenálló lakosságot leöldösték. Így semmisült meg a mindaddig fennálló Epidaurum. A túlélő lakosság előbb az északnyugatra fekvő Župára, majd Raguzába menekült. 
Területe középkorban Travunja része volt, mely Dél-Dalmácián kívül magában foglalta a mai Hercegovina keleti részét és Montenegró kis részét is. Travunja sokáig a szerb, a zétai és bosnyák uralkodók függőségébe tartozó terület volt. A Raguzai Köztársaság az 1426. december 31-én kötött szerződéssel szerezte meg területét addigi bosnyák uraitól a Pavlovićoktól. Az 1430 és 1432 között dúlt első konavlei háborúban a török támogatását élvező Radoslav Pavlović megpróbálta visszaszerezni az egyszer már eladott konavlei birtokait a köztársaságtól. A háború a végén a török támogatását is elveszítő Pavlović vereségével végződött és az azt követő béke megerősítette a Bosznia, Hum és a Raguzai Köztársaság közötti korábban kialakult állapotokat. A 16. századtól sok gazdag családnak épült itt nyaralója, ezek egy része ma is áll. A čilipi Szent Miklós plébániát, melynek Komaji is a része lett  1746-ban alapították leválasztva a cavtati, illetve vignjei településrész esetében a pridvorjei plébániáról. 
Az 1806-ban a Konavléra rátörő orosz és montenegrói sereg a település házait is kifosztotta, közülük sokat fel is gyújtottak. A köztársaság bukása után 1808-ban Dalmáciával együtt ez a térség is a köztársaságot legyőző franciák uralma alá került, de Napóleon bukása után 1815-ben a berlini kongresszus Dalmáciával együtt a Habsburgoknak ítélte. 1857-ben 465, 1910-ben 439 lakosa volt. 1918-ban az új szerb-horvát-szlovén állam, majd később Jugoszlávia része lett. A délszláv háború idején 1991 októberében a jugoszláv hadsereg, valamint szerb és montenegrói szabadcsapatok foglalták el a települést, melyet kifosztottak és felégettek. A lakosság a jól védhető Dubrovnikba menekült és csak 1992 októberének végén térhetett vissza. A háború után rögtön megindult az újjáépítés. A településnek 2011-ben 275 lakosa volt. Lakói főként mezőgazdasággal, turizmussal foglalkoztak. 

## Népesség
| Lakosság változása | Lakosság változása | Lakosság változása | Lakosság változása | Lakosság változása | Lakosság változása | Lakosság változása | Lakosság változása | Lakosság változása | Lakosság változása | Lakosság változása | Lakosság változása | Lakosság változása | Lakosság változása | Lakosság változása | Lakosság változása |
| ------------------ | ------------------ | ------------------ | ------------------ | ------------------ | ------------------ | ------------------ | ------------------ | ------------------ | ------------------ | ------------------ | ------------------ | ------------------ | ------------------ | ------------------ | ------------------ |
| 1857               | 1869               | 1880               | 1890               | 1900               | 1910               | 1921               | 1931               | 1948               | 1953               | 1961               | 1971               | 1981               | 1991               | 2001               | 2011               |
| 465                | 441                | 431                | 453                | 441                | 439                | 401                | 453                | 419                | 429                | 403                | 396                | 309                | 329                | 284                | 275                |

## Nevezetességei
- A vignjei Keresztelő Szent János templom a 17. században épült a Ranjin család udvarházának kápolnájaként.

- A temetőben álló Szent Lukács templom a 18. században épült, körülötte középkori sírkövek találhatók.

- Konavle nevű településrészén, az Adriai autópályáról a falucska felé vezető út jobb oldalán, egy dombon  található a Ranjina-Capor családok 16. századi udvarháza.[4] Egy lakó- és gazdasági épületegyüttes, mely egy központi, egyemeletes épületből, egy Szent Péternek szentelt templomból, melléképületek, hátsó udvarból, malmokból, teraszokból és kertekből áll.

- A Boždarević család udvarházának maradványai a Kisboldogasszony kápolnával.

- Buganj greb ókori romok.

- Ókori vármaradványok a Resova Glavicán.

- Mazilić gomila, Andrin gomila, Smilović gomila, Bogdan, Dubrava és Kraj ókori halomsírjai.